# 球種 (野球)
野球における球種（きゅうしゅ）は、野球の投手が投げる直球または変化球の種類やその名称である。各球種の詳細な説明は、各リンク先を参照。

フィクションに登場する魔球についてはここでは扱わない。

## 概要
投手が投じたボールは、投球動作によりスピンしながら、重力によって放物線状の軌道を描くように空中を進む。この時、ボールは重力のほかに、空気抵抗、そしてスピンによって生じる揚力を受ける（マグヌス効果）。このスピンは投球動作によって変化を持たせる事が可能で、スピン次第で空気抵抗と揚力、ひいては球の軌道が変化する。また、ボールを鷲掴みにするなどボールの握り方、リリース次第で腕の振り以外で球速を遅くできる。
これらの方法で球の軌道、球速を標準である投球（速球・ストレート）に対し変化させた球を変化球という。
変化球を投げる目的として、投球の軌道を打者にとって打ち難いものに変える、打者のバッティング動作のタイミングを変える、打者の軌道・タイミングの予測を外すことがあるとされる。
球種の名称は握りや投げ方に準じて名付けられる場合と、変化の特徴から名付けられる場合が多い。それに応じて#分類も行なわれる。これらは厳密に定義されているわけではなく、同じ球種であっても投手によって投法や変化に差異があったり、同一投手の同一球種であっても見るものによって解釈の違いから異なる球種として認識されることもある。特に、細かな分類となると境界線や区別が非常に曖昧である。また、時代の変化によって名称が変わったり、細分化され明確に区別されたり、あるいは一纏めにされることも多々ある。さらに日米においても球種に対する認識が大きく異なる場合があり、名称や分類の仕方に大きな差異が見られる。
里崎智也は、NPBで先発投手を務めたいなら直球に加え、チェンジアップ、ツーシーム、フォークボールの3つのいずれか1つ、その他1つ、合計3球種が最低限必要で、ストレートを含む3球種はいつでもストライクとボールに思い通りに投げられる必要があると語っている。

## 原理
一般に投球の軌道に個性を与える要素としてマグヌス効果による揚力の影響が大きいが、例外的なものとして、ボールの回転を無くす事で通常とは違う変化を起こさせるものもある。

### マグヌス効果
飛行するボールが進行方向に対して角度を持つ軸にてスピンしているとき、マグヌス効果によって揚力が発生する。マグヌス効果によれば、ボールが進む事によって受ける向かい風と、進行方向に対して角度を持ちながらスピンするボールが生む「循環」が、干渉することで、揚力が発生してボールの軌道が変化する。
- 揚力の向きは、スピン角度の進行方向に対して垂直な要素によって決められる。
  - スピンがバックスピンの時、揚力は上方向へ働き、投球の軌道は一・三塁方向から見て直線に近い物となる（直球）。その直球に対して、揚力を小さくすることにより、「直球に対して落とす」のがフォークボールの主な効果である。直球のスピンとは逆に、球のスピンがトップスピンであれば下向きの揚力が発生して、放物線よりさらに落下する軌道になる(球種におけるカーブの変化)。スピンが横回転であれば横向き方向の揚力が発生し、上から見て右回りであれば右方向、左回りであれば左方向へ変化するボールとなる。投手の利き手方向への変化をもたらすスピンをシュート回転、逆をスライダー回転と呼ぶ。
  - なお、投球はバックかトップスピンと、サイドスピンの要素を併せ持っている。例えば直球は、文字の通り「直進するもの」と考えられることが多いが、実際には放物線より上に変化すると同時に、ほとんどの投手が投球する際、腕が身体の横に角度を持つために、シュート方向へも変化している。また、カーブなどは基本的にトップスピンとスライダー回転の要素を持つ球であり、スライダー方向に曲がりながら落ちる変化をしている。
- 揚力の量は、進行方向に対するスピンの量とスピンの進行方向に対しての角度によって決まる。
  - スピン量について、スピン量が多いほど、揚力が強く発生して大きな変化が生じる。球速とスピン量には比例に近い関係がある一方、同スピン量では、球速が速い方が揚力は大きくなる。
  - スピンの角度について、揚力の向きを決める進行方向に垂直な要素の他、進行方向（ジャイロ・ライフル方向）にも角度の要素を持つ。このジャイロ方向へのスピン軸の傾きが進行方向に平行に近いほど揚力は小さく、進行方向に垂直に近いほど、揚力はスピンの量に対して効率良く働くようになる。
    - 特に、スピン軸が進行方向と完全に一致している場合（ジャイロボール）、マグヌス効果による揚力が発生しない。そのような投球は空気抵抗と重力のみを受けた軌道を描くが、投球が放物線軌道を描く間にスピン軸と進行方向が一致しなくなるなどから、どのような投球も量に差はあれど揚力の影響を受ける。

  - 古くから「スピンの量が多い直球ほど変化量・キレがあるボールである」とされてきたが、これは誤解である。スピンの量が多くても、進行方向に対してのスピン角度が小さい場合は効率よく揚力が発生せず、変化も得られない。

基本的に「速い球を投げる」という共通の目標を持って行われる動作により投じられる投球には、「一般的な変化の向き」「一般的な変化の量」というものが生じる。打者はその「一般的な投球」をベースに投球の軌道を予測するが、その予測を外す球が打者に対して効果的な投球であるとされる。
例えば一般的な速球に対して、同じスピン角ながらスピンを多く掛けられている、スピンの軸が進行方向に対して垂直に近いなどで揚力による変化が大きい投球、もしくは他の投手より進行方向へのスピンの角度を保った上で進行方向垂直要素のスピン角度が純粋なバックスピンに近く、上方向への変化の量が多い球は、俗に「キレのある球」と呼ばれる。直球について、山本昌、和田毅、上原浩治（特にメジャー移籍後）、星野伸之などは球速については「遅い」とされるが、「キレのある直球」を軸として打者を幻惑するピッチングを繰り広げた。

### 空気抵抗
空中に投げられたボールは空気抵抗を受けて徐々に減速する。空気抵抗の大きさはボールの後流の大きさに影響を受けるが、球速が速いほど空気抵抗は大きくなる。またスピンの方向、量に影響を受けるとされる。これにより同じ初速でも打者への到達時間が変化するほか、重力を受ける時間が変化するため球の軌道にも影響が生じる。
揚力、空気抵抗は共に、空気密度が小さくなると、それらは小さくなる。この空気密度は気圧、気温、湿度と関連しており、気圧が下がる・気温が上がる・湿度が上がると、空気密度、空気抵抗、揚力は小さくなる。空気密度の小さい環境は、空気抵抗による投球の減速は少なくなるが、マグヌス効果による揚力も小さくなることから各球種の軌道の差が少なくなり、打者にとっては打ちやすさにつながることから、打球の減速も少なく飛距離も伸びる事も相まって打者有利であるとされる。また、球場の影響としては風もあり、強烈な風が吹き空気抵抗、揚力が変化するなどで、変化球が独特な変化をする球場も存在する（ZOZOマリンスタジアムなど）。

### 無回転
ボールがほとんど回転していない場合（毎秒1回転程度）はマグヌス効果による揚力は発生しないが、ボール後流の変化が球の軌道に大きな影響を及ぼす。ボールが僅かに回転することで縫い目の位置が変化して上下左右に後流が乱れ、それに応じて揚力・抗力が発生し、ボールが不規則に変化する。また、縫い目の位置によって後流の大きさも変化する為に減速効果も変化してボールの速度も乱れることになる。ナックルボールや無回転のフォークボールなどの変化がこれにあたる。ボールの回転が多い場合は縫い目の入れ替わりが速過ぎて一様な状態に近くなり、この効果は現れない。

## 投げ方
ボールの握り方は球種によってそれぞれ異なるが、同じ球種でも投手によって握りが違う。これは投法や手の形などの個人差から適した握りも変わってくるためである。1人の投手が同じ球種を変化の角度･程度･球速などを変えて投げ分けることも多い。
また、腕の角度などの要因からオーバースロー、スリークォーター、サイドスロー、アンダースローといった投球フォームによって投げやすい・変化させやすい球種が存在する。

## 分類
変化球の細分化は、変化の方向・球速・回転・握り・目的など多くの観点があるので注意が必要である。一例としてメジャーリーグにおける一般的な分類に沿ったものを記す。
今浪隆博によると、NPBの選手なら打席で投球を見てどんな球種を投げられたか判別できない人の方が稀だという(2023年時点)
- ファストボール：球速が速い球種全般を示す。直進するものや変化するものがある。
  - フォーシーム・ファストボール：日本ではストレート[注釈 8]、直球と呼ばれる直線的な軌道の速球。最も落差が少なく到達時間も短い球種である事などから、基本になる球種とされている。
  - ムービング・ファストボール：日本では癖球と呼ばれる。フォーシーム・ファストボールに近い、速い球速にて手元で変化させることで打ち損じや空振りを狙う球種である。日本では変化球の一種とされることも多い。
    - ツーシーム・ファストボール：フォーシーム・ファストボールに対して投手の利き腕方向に変化する速球。変化の方向、握りなどで「ワンシーム・ファストボール」「シンキング・ファストボール」など細分される。
    - カット・ファストボール：フォーシーム・ファストボールに対して投手の利き腕と逆方向に変化する速球。
    - スプリットフィンガー・ファストボール：スプリットの中でも高速の物を指す名称。日本では、フォークボールと同系統だが、より握りの浅い球種として扱われることがある。SFFとも言われる。
- オフスピードピッチ(en:Off-speed pitch)：球速が遅い球種全般を示す。大きく以下の3つに分類される。
  - ブレイキングボール：ボールにスピンをかけて軌道を変化させるボールを示す。なお、日本でもよく「ブレーキの効いたカーブ」のように変化を表現することがあるが、この分類でのブレーキの綴りは「割れる・壊れる」の“break”であり、軌道が急激に変化することを表している[注釈 9]。
    - スライダー：投手の利き腕と反対の方向に曲がる球種。球速や変化の方向などで「縦スライダー」「高速スライダー」「スラーブ」など細分される。
    - カーブ：投手の利き腕と反対の方向に曲がりながら落ちる球種。球速や変化の方向、握りなどで「ナックルカーブ」「スローカーブ」「ドロップカーブ」「パワーカーブ」など細分される。
    - シュート：投手の利き腕方向に曲がる球種。特に球速が速いものは「高速シュート」に細分される。
    - シンカー・スクリューボール：投手の利き腕方向に曲がりながら落ちる球種。シンカーとスクリューボールの違い・アジア圏とそれ以外での定義の違いについては当該記事を参照。

  - チェンジアップ：メジャーリーグの場合、基本的に速球と同じ腕の振りで投じられる遅い球全般を指す。速球と同じ腕の振りで球が遅れて打者へ向かってくることでタイミングをずらす事、指に挟んで抜くなどしてボールに回転をかけずにボールを落とし、空振りを奪う、凡打に打ち取ることを目的とする。
    - チェンジアップ（球種）：主に中指と薬指を中心にボールを投げる球種。落差を求めたものと、直球と近い軌道ながら球速差を付け緩急をつける物の大きく二分される。握り次第で腕への負担が少ないとされ、アメリカでは子供が最初に覚える球種とされる。変化の方向や握りなどで「サークルチェンジ」「バルカンチェンジ」「パラシュートチェンジ」「高速チェンジアップ」など細分される[注釈 10]。
    - フォークボール：人差し指と中指の間にボールを挟んで投げ、縦に落ちる球種。アメリカではスプリッターと呼ばれることが多い。
    - パームボール：手の平（パーム）で押し出すように投げ、縦に落ちる球種。

  - ジャンクピッチ:オフスピードピッチの中でもブレイキングボール、チェンジアップより遅い球種のこと。
    - ナックルボール：ボールに指を突き立てて投げ、ほぼ無回転で不規則に揺れながら落ちる球種。この球種を投げるにはナックルボールに特化したフォームが必要など例外的な球種である（当該記事を参照）。
    - スローボール：イーファスピッチとも。非常に遅い速度で、山なりの軌道を描く球。「投げる球がない」という状態での窮余の策、打者の打ち気を削ぐ、ファンへのサービスなどと解釈されることが多い。

その他、分類から外れる関連用語について。
- ナチュラルシュート：フォーシーム・ファストボール（ストレート）を投げる際に、リリースポイントなどの関係で自然にシュート回転がかかった球を指す。
- ナチュラルカット：フォーシーム・ファストボール（ストレート）を投げる際に、リリースポイントなどの関係で自然にスライド回転がかかった球を指す。真っスラとも呼ばれる。
- ジャイロボール：ボールの進行方向に回転軸が向いている球種で、縦のスライダーや抜けたカッターがそれに近いとされる。

### ギャラリー
- 標準とされる、フォーシーム・ファストボール（速球ストレート）の握り方の一例
- フォーシーム・ファストボール、別の角度から
- ツーシーム・ファストボールの握り方の例
- ツーシーム・ファストボール、別角度
- カーブの握り方の例
- 1905年刊行の"How to base ball"に掲載されたカーブの握り方のイラスト
- "How to base ball"掲載のカーブの握りと手首角度の写真
- シュートの握り方の一例
- スライダーの握り方の一例
- チェンジアップの握り方の一例
- フォークボールの握り方の一例
- フォークボールの握り方、逆から見る
- パームボールの握り方の一例
- シンカーの握り方の一例
- シンカーの握り方の別の例

## 関連用語
- 決め球（ウイニングショット）：3つ目のストライクを奪う時に投げる球のこと。投手が得意とする球を投げる事が多い。そのことから投手が最も得意とする球を示すこともある。
- 見せ球：速い球を投げる前の布石として投げる遅い球、ストライクゾーン低め、特に落とす球を投げる前の布石としてストライクゾーンの高めに投げる球、内角に投げる前の布石として外角に投げる球などのこと。打者の視線、感覚や意識を狂わせる目的の球であり、ストライクゾーンには入れず、敢えてボール球を投げる事も多い。
- 釣り球：打者のスイングを誘うボール球。意図的にストライクゾーンから外して投げた球でスイングを誘い、空振りや凡打を狙う。
- 持ち球：その投手が投球可能な球種。
- 荒れ球：制球が定まらないこと。それ自体は良いことではないが、主に速球派投手の球が荒れて、ストライクゾーンの上下左右に適度に散らばることで、投手の狙いとも打者の予想と全く異なるところへボールが来ると、逆に打ち辛くなることもある。これを意図的に利用して活かすピッチャーも存在する。
- 逆球：狙ったコースと逆のコースにいった球。キャッチャーの構えたコースと違うので捕球が難しい。
- フロントドア・バックドア：ベース板、左右ボールゾーンからストライクゾーンに入れる球を「ドア系変化球」と呼び、打者の内角ボールゾーンからストライクゾーンへ入れる球を、ホームベースを家となぞらえ、正面玄関から入るということでフロントドア、外角ボールゾーンからストライクゾーンを入れる球を「バックドア」と呼ぶ。ボール、特に内角の場合は死球と思わせてからストライクゾーンに入るため、意表を突ける、また、相手の打撃を崩せるなどの効果が望めるが、投げ損なった場合、ストライクゾーンに向かう球であるという性質上、長打を浴びやすい球であるため、高等技術であるとされる。
- バックフット：バックフットは直訳すれば「後ろ足」で、投手から見て、打者の後ろ側にある足（軸足）を目がけて投げることからそう呼ばれる。前足を目がけて投げると変化が早く打者に見極められてしまうが、後ろ足だとより打者のそばで変化するので見極めにくい。また、打者の足元、打撃を崩すにも有効である。高い制球力に加え、球種を見切られない軌道、球速、横だけでなく、落ちる縦への変化量も求められる。ダルビッシュ有らが左打者へ投じるバックフットスライダーなどが知られている[4]。

## 不正投球
日本球界では2000年6月のブライアン・ウォーレン投手を巡る騒動のように激しく糾弾される不正投球だが、メジャーリーグベースボール (MLB) ではルール上の厳しい罰則は規定されているものの、実際の適用に関しては甘い。
古くから下記のような不正投球は禁忌とされるほどの行為でなく「見破れなかった相手が悪い」「やるならバレないように使うのが礼儀」程度に認識されており、不審を感じた相手チームから激しい抗議があろうとも、審判が現行犯で証拠を押さえない限り、退場処分が下ることは滅多に無い。
同じ不正行為でもドーピング問題のそれとはファンや関係者たちからの扱いにも大きな温度差がある。
最も顕著な例として、ゲイロード・ペリーは以下で述べるスピットボール、エメリーボールの常習者として現役時代から非常に有名な選手だったが、両リーグでサイ・ヤング賞を受賞した史上初の投手となり、野球殿堂にも表彰され、2005年にはサンフランシスコ・ジャイアンツ時代の背番号36が球団の永久欠番となった。他にも、2008年に引退を表明したトッド・ジョーンズも現役時代から「自分は松ヤニを使っている」と公言するなど、メジャーリーグにおいて不正投球はしばしば行われている。
エメリーボール（emery ball）
砂・やすり等の道具や爪等でボールに傷を付けて投げる。滑らなくなることで激しい回転がかかり、空気抵抗にも影響し大きく曲がるようになる。
スピットボール（spit ball）
指やボールに唾を付けるなどして投げる。唾の代用として、帽子の庇に塗るなどで隠し持った松脂や髭剃りクリーム、自らの後ろ髪等に多めに付けた整髪用ジェル、耳たぶの中や裏に隠し塗ったワセリン、口内に仕込んだ歯磨きペーストなどの粘液などを付ける。滑ることでナックルボールのような無回転状態に近くなって不規則な変化が起きたり、直球と逆の回転をさせて下方向の揚力を生み、大きく落ちる変化をつけられる。
MLBでは当初不正ではなかったが、死球による死亡事故の発生に端を発し、1920年から規制が強化された。ただしその時点で持ち球としていた選手（バーリー・グライムスなど）には例外的に認められた。
日本でも広島カープ(広島東洋カープ)の初代監督として知られる石本秀一が、広島商業時代の1910年代半ばに滑り止めとしてボールに歯磨き粉を塗って投げたといわれる。また慶應義塾大学などで活躍した新田恭一が1930年頃、このスピットボールを投げていたと古い文献に記述されている。竹中半平著『背番号への愛着』には、新田を「日本では最後であり唯一であったかも知れぬスピット＝ボール投手」と書かれている。
マッドボール（mud ball）
グラウンドの土を付け、これを滑り止めとして投げる。マッドボールを投手に与えないよう捕手にワンバウンドキャッチされたボールは速やかに交換されるが、わずかに付いただけの場合は捕手が球審に判断を求め、問題なしと判断されれば土を拭って使用続行となる。
シャインボール（shine ball）
使いすぎて磨り減りピカピカになったボールの事で、試合中にたびたび新しいボールへ交換するようになった現在のプロの試合では見られない（ファウルボールはスタンドに飛び込んだもの以外、全てボールパーソンが回収する）。ボールが磨り減ると空気抵抗が変わるため奇妙な変化をすることがある。

## 慣用句
比喩表現として、ビジネスや会議における交渉術・発言の仕方や人間の性格を指す場合に使用されることもある（例：「発言の場で、変化球を投げつける」「あの人は直球勝負の人だ」など）。
この場合の「変化球」とは「どういう過程でも捕手のミットに納まる」ということから、結論は同じなのに回りくどいことを言うこと、あるいは相手の意表を突く論理を用いることを指すものであり、的外れなことを言っている場合には普通使われない。一方、「直球勝負」とは策を弄したり根回しを行なったりせず正論だけで何かを成し遂げようとすることを示し、前述の変化球と反対語ではない。後者はしばしば使われる言葉である。